# Bellecombe
 Bellecombe  es una población y comuna francesa, en la región de Franco Condado, departamento de Jura, en el distrito de Saint-Claude y cantón de Les Bouchoux.

## Demografía
| 113 | 113 | 77 | 75 | 71 | 92 |
| Para los censos de 1962 a 1999 la población legal corresponde a la población sin duplicidades (Fuente: INSEE [Consultar]) |     |    |    |    |    |